# Henri Reverdin
Henri Reverdin (* 1880; † 1975) war ein Schweizer Philosoph.

## Leben

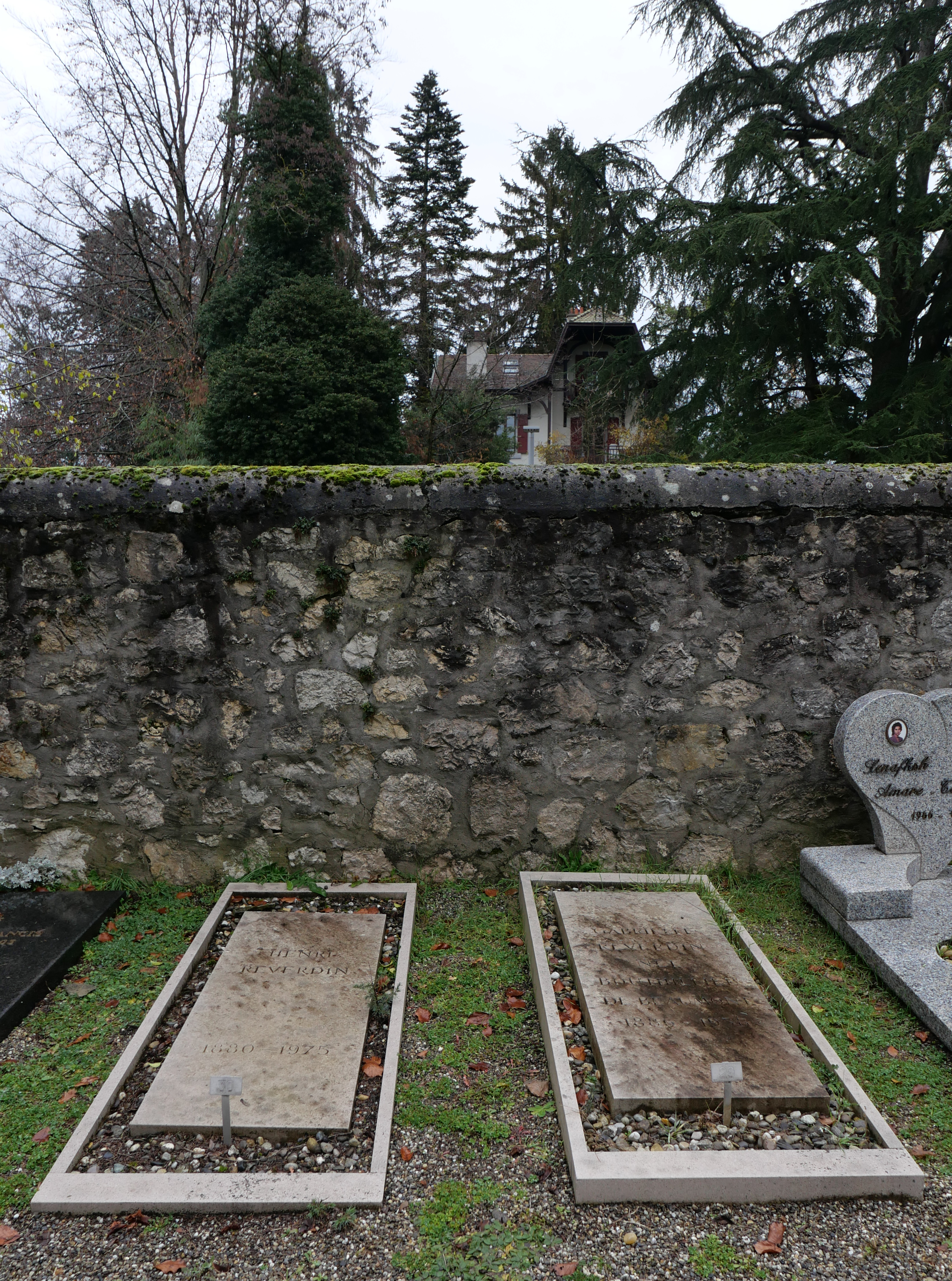
Die Gräber von Reverdin, links, und seiner Frau Gabrielle, geb. Bouthillier de Beaumont (1886–1958), auf dem Friedhof von Chêne-Bougeries im Kanton Genf.

Henri Reverdin war der Sohn des Mediziners Jaques Louis Reverdin (1842–1929), Enkel des französischstämmigen Kunstmalers Henri Baron (1816–1885) und Urenkel des Bildhauers Antoine Bovy (1795–1877).
Nach der Promotion in Genf 1912/1913 lehrte er dort von 1919 bis 1956 als Professor für Moralphilosophie und Logik. Sein Sohn war der Altphilologe, Journalist und Politiker Olivier Reverdin (1913–2000).

## Schriften (Auswahl)
- De la Certitude historique. Genf 1905, OCLC 20833306.
- La Notion d'expérience d'après William James. 1913, OCLC 77977737.
- Les Exigences de la vie de l'esprit. Principes et développement d'une pensée. Neuenburg 1966, OCLC 1024648607.
- Jacques-Louis Reverdin 1842–1929. Un chirurgien à l'aube d'une ère nouvelle. Aarau 1971, OCLC 14415826.